# Grand Prix-wegrace der Naties 1971
De Grand Prix-wegrace der Naties 1971 was elfde en voorlaatste race van wereldkampioenschap wegrace voor motorfietsen in het seizoen 1971. De races werden verreden op 12 september 1971 op het  Autodromo Nazionale di Monza nabij Monza in de Italiaanse regio Lombardije. Na deze race volgde alleen nog de GP van Spanje.

## Algemeen
Omdat deze Grand Prix laat in het seizoen viel, waren de titels in de 500- en de 350cc klassen al vergeven aan Giacomo Agostini, maar de andere klassen bleven ook na deze race nog spannend. Omdat Agostini's teamgenoot Angelo Bergamonti al in het voorjaar verongelukt was, kreeg Alberto Pagani in Monza diens motorfietsen om steun te verlenen aan Agostini. Een van de meest opmerkelijke rijders was de jonge debutant Barry Sheene, die in de 125cc klasse heel goed presteerde met de vier jaar oude, ex-Stuart Graham Suzuki RT 67. Andere teams herkenden zijn talent en zo kreeg hij af en toe een Van Veen-Kreidler om Jan de Vries te helpen en in Monza reed hij een nieuwe, experimentele 250cc Derbi, waarmee hij uitviel.

## 500cc
In Monza kreeg Alberto Pagani net als in de 350cc klasse een MV Agusta ter beschikking. Giacomo Agostini nam zoals verwacht de leiding vóór Pagani, maar ook in deze klasse viel hij uit met motorpech. Voor de MV Agusta 500 3C was dat de eerste keer, terwijl hij met de MV Agusta 350 3C nu drie keer was uitgevallen. Pagani nam de leiding over en won de race. Bruno Spaggiari en Phil Read reden de nieuwe Ducati 500cc racer, maar Spaggiari viel uit en Read werd er vierde mee. De tweede plaats was voor Giampero Zubani (Kawasaki) en de derde voor Dave Simmonds. Doordat Keith Turner zesde werd en Rob Bron nog herstellende was van een hersenschudding, stonden deze twee coureurs nu in punten gelijk in de stand om de tweede plaats van het WK.

### Uitslag 500cc
| Pos | Coureur            | Merk      | Tijd      | Punten |
| --- | ------------------ | --------- | --------- | ------ |
| 1   | Alberto Pagani     | MV Agusta | 58' 08" 3 | 15     |
| 2   | Gianpiero Zubani   | Kawasaki  | +1' 07" 7 | 12     |
| 3   | Dave Simmonds      | Kawasaki  | +1' 08" 4 | 10     |
| 4   | Phil Read          | Ducati    | +1' 42" 8 | 8      |
| 5   | Jack Findlay       | Suzuki    | +1 ronde  | 6      |
| 6   | Keith Turner       | Suzuki    | +1 ronde  | 5      |
| 7   | Lothar John        | Yamaha    | +2 ronden | 4      |
| 8   | Piet van der Wal   | Kawasaki  | +3 ronden | 3      |
| 9   | Giordano Mongardi  | Ducati    | +4 ronden | 2      |
| 10  | Bo Granath         | Husqvarna | +6 ronden | 1      |
| DNF | Gyula Marsovszky   | Linto     | val       |        |
| DNF | Kurt-Ivan Carlsson | Yamaha    |           |        |
| DNF | Maurice Hawthorne  | Kawasaki  |           |        |
| DNF | Paolo Campanelli   | Kawasaki  |           |        |
| DNF | Frank Perris       | Linto     |           |        |
| DNF | Roberto Gallina    | Paton     |           |        |
| DNF | Ron Chandler       | Kawasaki  |           |        |
| DNF | Paul Eickelberg    | Yamaha    |           |        |
| DNF | Giacomo Agostini   | MV Agusta | Motor     |        |
| DNF | Karl Auer          | Matchless |           |        |
| DNF | Jean Campiche      | Honda     | val       |        |
| DNF | Benedetto Zambotti | Kawasaki  |           |        |
| DNF | John Dodds         | König     |           |        |
| DNF | Bruno Spaggiari    | Ducati    |           |        |
| DNF | Sergio Baroncini   | Ducati    |           |        |
| DNF | Silvano Bertarelli | Kawasaki  |           |        |
| DNF | Vasco Loro         | Yamaha    |           |        |

## 350cc
In Monza kwamen twee MV Agusta 350's aan de start, want ook Alberto Pagani had er een gekregen. Samen met Giacomo Agostini ging hij enige tijd aan kop, tot Agostini uitviel door een defecte versnellingsbak en daarna Pagani door een losgelopen voortandwiel. Daardoor kon Jarno Saarinen de winst pakken. Silvio Grassetti bedreigde hem nog een tijdje, samen met Barry Randle (Yamaha), die uiteindelijk in die volgorde finishten.

### Uitslag 350cc
| Pos | Coureur            | Merk      | Tijd            | Punten          |
| --- | ------------------ | --------- | --------------- | --------------- |
| 1   | Jarno Saarinen     | Yamaha    | 44' 16" 7       | 15              |
| 2   | Silvio Grassetti   | MZ        | +0" 5           | 12              |
| 3   | Barry Randle       | Yamaha    | +2" 8           | 10              |
| 4   | Walter Sommer      | Yamaha    | +13" 4          | 8               |
| 5   | Kurt-Ivan Carlsson | Yamaha    | +14"            | 6               |
| 6   | Teuvo Länsivuori   | Yamaha    | +46"            | 5               |
| 7   | Bo Granath         | Yamaha    |                 | 4               |
| 8   | Keith Turner       | Yamaha    |                 | 3               |
| 9   | László Szabó       | Yamaha    |                 | 2               |
| 10  | Giuseppe Consalvi  | Yamaha    |                 | 1               |
| 11  | Enzo Simonetti     | Yamaha    |                 |                 |
| 12  | Tommy Robb         | Yamaha    |                 |                 |
| 13  | Billie Nelson      | Yamaha    |                 |                 |
| DNF | Giacomo Agostini   | MV Agusta | versnellingsbak | versnellingsbak |
| DNF | Alberto Pagani     | MV Agusta | kettingtandwiel | kettingtandwiel |

## 250cc
In Monza verscheen de nieuwe Derbi 250 cc racer, in handen van Barry Sheene. Die kon er een tijdje mee in de kopgroep rijden, maar viel later uit. Gyula Marsovszky won de race vóór John Dodds en Silvio Grassetti. Rodney Gould werd vierde en Phil Read zesde, waardoor de strijd om de wereldtitel nog steeds niet beslist was.

### Uitslag 250cc
| Pos | Coureur          | Merk      | Tijd       | Punten |
| --- | ---------------- | --------- | ---------- | ------ |
| 1   | Gyula Marsovszky | Yamaha    | 35' 12" 30 | 15     |
| 2   | John Dodds       | Yamaha    | +2' 00" 35 | 12     |
| 3   | Silvio Grassetti | MZ        | +2' 00" 40 | 10     |
| 4   | Rodney Gould     | Yamaha    | +2' 00" 41 | 8      |
| 5   | Jarno Saarinen   | Yamaha    | +2' 14" 9  | 6      |
| 6   | Phil Read        | Yamaha    | +2' 15" 4  | 5      |
| 7   | Theo Bult        | Yamsel    | +2' 15" 7  | 4      |
| 8   | Dieter Braun     | Yamaha    | +2' 20" 9  | 3      |
| 9   | László Szabó     | Yamaha    | +2' 32" 6  | 2      |
| 10  | Börje Jansson    | Yamasaki  | +2' 33" 5  | 1      |
| 11  | Renzo Pasolini   | Aermacchi |            |        |
| 12  | Kent Andersson   | Yamaha    |            |        |
| DNF | Barry Sheene     | Derbi     |            |        |

## 125cc
In tegenstelling tot de 50cc klasse, was Gilberto Parlotti in de 125cc klasse geen teamgenoot van Ángel Nieto. Die laatste nam in Monza de leiding na de start, maar kon zich niet losrijden van Parlotti met zijn Morbidelli en Barry Sheene met zijn Suzuki. Uiteindelijk moest Sheene toch een beetje lossen toen de strijd tussen Parlotti en Nieto oplaaide. Parlotti won met 0,7 seconden voorsprong op Nieto, terwijl Sheene 2,1 seconden later finishte. Sheene en Nieto konden beiden nog wereldkampioen worden.

### Uitslag 125cc
| Pos | Coureur           | Merk       | Tijd      | Punten |
| --- | ----------------- | ---------- | --------- | ------ |
| 1   | Gilberto Parlotti | Morbidelli | 31' 41" 3 | 15     |
| 2   | Ángel Nieto       | Derbi      | +0" 7     | 12     |
| 3   | Barry Sheene      | Suzuki     | +2" 1     | 10     |
| 4   | Börje Jansson     | Maico      | +7" 2     | 8      |
| 5   | Harald Bartol     | Suzuki     | +21" 3    | 6      |
| 6   | Dave Simmonds     | Kawasaki   | +28"      | 5      |
| 7   | Kent Andersson    | Yamaha     | +31" 8    | 4      |
| 8   | Toni Gruber       | Maico      | +1' 29"   | 3      |
| 9   | Thomas Heuschkel  | MZ         | +1 ronde  | 2      |
| 10  | Eugenio Lazzarini | Maico      |           | 1      |

## 50cc
De spanning was in de 50cc klasse groot, nu Ángel Nieto en Jan de Vries in de totaalstand gelijk stonden. Nieto had een nieuwe 50cc Derbi, die veel leek op de nieuwe Van Veen-Kreidlers, inclusief de uitsparingen in de tank en de liggende cilinder. Nieto werd gesteund door Gilberto Parlotti, terwijl de Vries hulp kreeg van Jos Schurgers en Jarno Saarinen, die voor de gelegenheid een Kreidler had gekregen. De strijd ging echter tussen Jan de Vries en Ángel Nieto, waarbij de Vries meestal aan de leiding reed en Nieto slipstreamde en herhaaldelijk geslaagde pogingen deed om juist op het finishgedeelte voorop te komen. In de laatste ronde lukte dat echter niet, en de Vries won met een voorsprong van slechts 0,5 seconde. Parlotti was derde en het Jamathi-team, dat juist een reorganisatie had aangekondigd, kon weer geen potten breken: Herman Meijer en Leo Commu werden slechts zevende en achtste. Nieto kon nu alleen nog wereldkampioen worden door zijn thuisrace te winnen.

### Uitslag 50cc
| Pos | Coureur            | Merk              | Tijd      | Punten |
| --- | ------------------ | ----------------- | --------- | ------ |
| 1   | Jan de Vries       | Van Veen-Kreidler | 22' 25" 8 | 15     |
| 2   | Ángel Nieto        | Derbi             | +0" 5     | 12     |
| 3   | Gilberto Parlotti  | Derbi             | +54"      | 10     |
| 4   | Jos Schurgers      | Van Veen-Kreidler | +1' 08" 8 | 8      |
| 5   | Rudolf Kunz        | Kreidler          | +1' 14"   | 6      |
| 6   | Jarno Saarinen     | Van Veen-Kreidler | +1' 31" 5 | 5      |
| 7   | Herman Meijer      | Jamathi           | +1' 55" 2 | 4      |
| 8   | Leo Commu          | Jamathi           | +2' 00" 5 | 3      |
| 9   | Alberto Ieva       | Morbidelli        | +1 ronde  | 2      |
| 10  | Ryszard Mankiewicz | Kreidler          |           | 1      |

1922 · 1923 · 1924 · 1925 · 1926 · 1927 · 1928 · 1929 · 1930 · 1931 · 1932 · 1933 · 1934 · 1935 · 1936 · 1937 · 1938 · 1939 · 1947 · 1948 · 1949 · 1950 · 1951 · 1952 · 1953 · 1954 · 1955 · 1956 · 1957 · 1958 · 1959 · 1960 · 1961 · 1962 · 1963 · 1964 · 1965 · 1966 · 1967 · 1968 · 1969 · 1970 · 1971 · 1972 · 1973 · 1974 · 1975 · 1976 · 1977 · 1978 · 1979 · 1980 · 1981 · 1982 · 1983 · 1984 · 1985 · 1986 · 1987 · 1988 · 1989 · 1990